# 13931 Tonydenault
13931 Tonydenault este o planetă minoră (asteroid), cu un diametru de 10,417 km, din centura de asteroizi. A fost descoperită pe 14 septembrie 1988 la Observatorul Paranal de Schelte J. Bus. 
Obiectul prezintă o orbită caracterizată de o semiaxă mare de 2,7537444 UAi, o excentricitate de 0,15, o înclinație de 17,10136 ° în raport cu ecliptica.